# 中嶋平八
中嶋 平八（なかじま へいはち、1986年8月4日 - ）は、日本の男性キックボクサーである。本名は中嶋 浩二（なかじま こうじ）。大阪府大阪市出身。浪速高校出身。誠至会所属。現ニュージャパンキックボクシング連盟フェザー級王者。

## 人物
ボクシングをバックボーンとし、アマチュアボクシングでインターハイへの出場経験がある。

## 来歴
高校3年時にK-1のアーネスト・ホーストに憧れ、キックボクサーを目指すようになった。
2007年8月15日、ニュージャパンキックボクシング連盟でプロデビュー。
2009年7月5日、長島☆自演乙☆雄一郎プロデュース「DEEP KICK」のトリプルメインイベント第2試合でヨックタイ・シスオーに2R28秒ボディブローでKO勝ち。
2010年8月1日、NJKF主催「熱風 零七 〜桜井洋平FINAL」で行なわれたNJKFフェザー級王座決定戦で米田貴志と対戦し、2-0の判定勝ちを収め王座を獲得した。
2010年11月7日、WBCムエタイ日本フェザー級王座認定試合（中嶋勝利時のみ王座認定）でデンサイアム・ルークプラバーツと対戦し、0-3の判定負けで王座獲得はならなかった。

## 戦績

### キックボクシング
| キックボクシング 戦績 | キックボクシング 戦績 | キックボクシング 戦績 | キックボクシング 戦績 | キックボクシング 戦績 | キックボクシング 戦績 | キックボクシング 戦績 |
| --------------------- | --------------------- | --------------------- | --------------------- | --------------------- | --------------------- | --------------------- |
| 13 試合               | (T)KO                 | 判定                  | その他                | 引き分け              | 無効試合              |                       |
| 10 勝                 | 3                     | 7                     | 0                     | 0                     | 0                     |                       |
| 3 敗                  | 0                     | 3                     | 0                     | 0                     | 0                     |                       |

| 勝敗 | 対戦相手                       | 試合結果                   | 大会名                                                                                        | 開催年月日     |
| ×    | デンサイアム・ルークプラバーツ | 5R終了 判定0-3             | ニュージャパンキックボクシング連盟「熱風 拾」 【WBCムエタイ日本フェザー級王座認定試合】       | 2010年11月7日  |
| ○    | 米田貴志                       | 5R終了 判定2-0             | ニュージャパンキックボクシング連盟「熱風 零七 〜桜井洋平FINAL」 【NJKFフェザー級王座決定戦】  | 2010年8月1日   |
| ○    | 蓮見龍馬                       | 3R終了時 TKO（タオル投入） | ニュージャパンキックボクシング連盟「熱風 零四」 【NJKFフェザー級王座決定トーナメント 準決勝】 | 2010年5月9日   |
| ×    | KING                           | 3R終了 判定0-2             | マーシャルアーツ日本キックボクシング連盟 「谷山ジム25周年記念興行 ビッグ・バン〜統一への道」  | 2010年3月28日  |
| ○    | マキ・ピントン                 | 5R終了 判定3-0             | NAGOYAKICK 〜BoogieFight09 VACANCY〜                                                          | 2009年10月11日 |
| ○    | ヨックタイ・シスオー           | 2R 0:28 KO（ボディブロー） | 長島☆自演乙☆雄一郎プロデュース DEEP KICK                                                      | 2009年7月5日   |
| ○    | 心・センチャイジム             | 5R終了 判定3-0             | ニュージャパンキックボクシング連盟「ROAD TO REAL KING III」                                   | 2009年3月22日  |
| ×    | 大川眞人                       | 5R終了 判定0-3             | NAGOYAKICK 〜DrumRoll Please!!〜                                                              | 2008年12月23日 |
| ○    | 国分省吾                       | 5R終了 判定3-0             | ニュージャパンキックボクシング連盟「START OF NEW LEGEND XIII 〜新しい伝説の始まり〜」         | 2008年11月9日  |
| ○    | 洋・センチャイジム             | 3R終了 判定3-0             | ニュージャパンキックボクシング連盟「Muay Thai Heritage 2」                                    | 2008年7月6日   |
| ○    | 北野元気                       | 3R終了 判定3-0             | ニュージャパンキックボクシング連盟「WEST SWELL 〜西のうねり〜」                               | 2008年6月8日   |
| ○    | 小林優                         | 1R 1:41 KO（左フック）     | ニュージャパンキックボクシング連盟「START OF NEW LEGEND 〜新伝説の始まり〜 Start Me Up!!」    | 2008年1月27日  |
| ○    | 近藤康仁                       | 1R 2:04 KO（右ハイキック） | ニュージャパンキックボクシング連盟「アゼリア大正」                                            | 2007年8月15日  |

## 獲得タイトル
- 第10代ニュージャパンキックボクシング連盟フェザー級王座（2010年）